# John Ballance
John Ballance (Glenavy, 27 maart 1839-Wellington, 27 april 1893) was een Nieuw-Zeelandse politicoloog en politicus. Vanaf 2 juli 1889 was hij leider van de oppositie, als leider van de rechtse Liberal Party. Hij werd op 24 januari 1891 beëdigd als premier.